# Luciîn, Popilnea
Luciîn (în ucraineană Лучин) este o comună în raionul Popilnea, regiunea Jîtomîr, Ucraina, formată numai din satul de reședință.

## Demografie
Componența lingvistică a comunei Luciîn
     Ucraineană (97,44%)
     Rusă (1,79%)
     Alte limbi (0,78%)
Conform recensământului din 2001, majoritatea populației comunei Luciîn era vorbitoare de ucraineană (97,44%), existând în minoritate și vorbitori de rusă (1,79%).

## Legături externe
pl Łuczyn în Dicționarul geografic al Regatului Poloniei și al altor țări slave, volum V (Kutowa Wola — Malczyce) anul 1884